# Londonderry (New Hampshire)
Londonderry ist eine Stadt (Town) im Rockingham County des Bundesstaates New Hampshire in den Vereinigten Staaten. Bei der letzten amtlichen Volkszählung im Jahr 2020 hatte Londonderry 25.826 Einwohner. Teil der Gemeinde ist der Census-designated place Londonderry mit 11.645 Einwohnern.

## Geografie
Londonderry liegt im Westen des Rockingham County im Süden von New Hampshire, rund 16 Kilometer südsüdöstlich von Manchester und 60 Kilometer Luftlinie nordwestlich von Boston. Das Stadtgebiet grenzt im Norden an Manchester, im Nordosten an Auburn, im Osten an Derry, im Südosten an Windham, im Süden an Hudson und im Westen an Litchfield. Das Stadtgebiet umfasst laut dem United States Census Bureau eine Fläche von 109,1 Quadratkilometern, davon sind etwa 0,4 Quadratkilometer Wasserfläche.
Die Stadt Londonderry gliedert sich in die Ortsteile Londonderry, North Londonderry und Wilson. Der Ortsteil Londonderry liegt am Fluss Beaver Brook, der in den Merrimack River fließt. Durch die Stadt führen die New Hampshire Routes 28, 102 und 128, im nordöstlichen Teil des Stadtgebietes liegt der Interstate 93 mit zwei Anschlussstellen. Nördlich von Londonderry liegt der Manchester-Boston Regional Airport.

## Geschichte

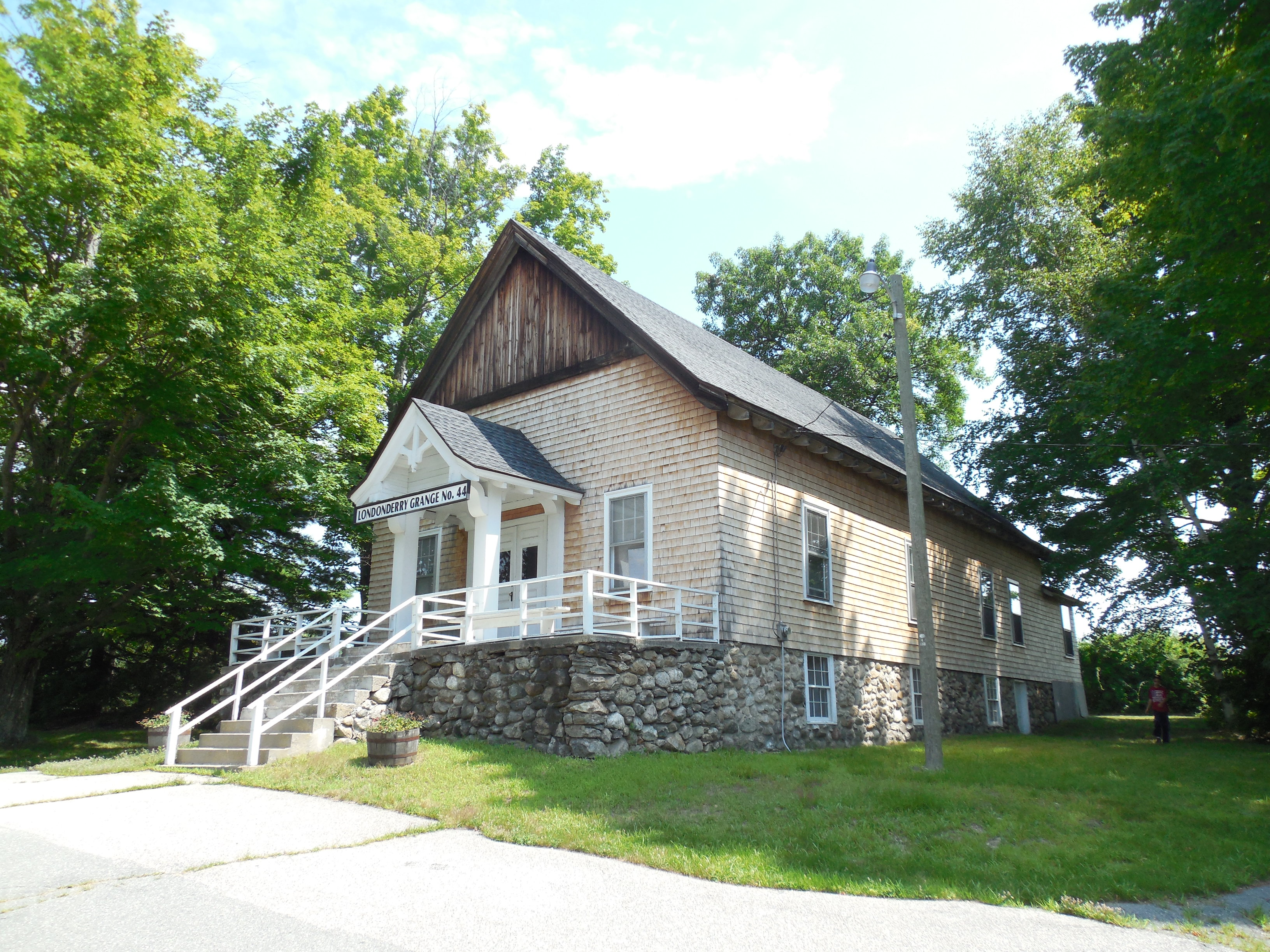
Londonderry Grange No. 44

Vor der Ankunft europäischer Siedler in der Region lebten auf dem Gebiet der heutigen Stadt Londonderry Penacook-, Massachusett- und Pocumtuc-Indianer, wobei sich die Penacook-Konföderation von Londonderry aus nach Norden und die der beiden anderen Stämme nach Süden hin ausbreitete. Nach der Ankunft europäischer Einwanderer zu Beginn des 18. Jahrhunderts war das Gebiet unter den neuen Siedlern unter dem Namen Nutfield bekannt. Die Siedler waren irischer bzw. nordirischer Herkunft und kamen überwiegend aus der Stadt Londonderry/Derry in der Provinz Ulster nach Boston und zogen von dort aus ins Landesinnere weiter. Daher stammen auch die heutigen Namen von Londonderry und der Nachbarstadt Derry. Am 23. September 1719 wurde eine Petition vor dem Obersten Gericht der New Hampshire Colony zur Bildung der Stadt Nutfield eingereicht. Laut dieser Petition lebten auf dem Gebiet damals rund 70 Familien, überwiegend Einwanderer aus Irland und Nordirland.
Die Genehmigung zur Stadtgründung erfolgte mit der Bedingung einer Vereinbarung des Landes durch den Oberst John Wheelwright, der dort Besitzansprüche hielt. Am 12. Oktober 1719 erfolgte eine solche Vereinbarung, bei der die Grenzen von Londonderry festgelegt wurden. Nach dieser Vereinbarung erstreckte sich das Stadtgebiet nach Westen bis zum Merrimack River. Am 21. Juni 1722 wurde die Stadt unter dem Namen Londonderry offiziell inkorporiert. Die westlich festgelegte Grenze der Stadt führte zu Streitigkeiten zwischen den Städten Londonderry und Dunstable, die beide das Land für sich beanspruchten. Dieses war im Jahr 1673 durch die Massachusetts Bay Colony der Stadt Dunstable zugesprochen worden, die Grenze zwischen den Kolonien Massachusetts und New Hampshire war an dieser Stelle noch nicht offiziell festgelegt worden.
Am 12. Februar 1742 wurde aus einem Teil von Londonderry die neue Stadt Windham gebildet. Am 3. September 1751 wurde ein Teil des Nordens von Londonderry als eigenständige Stadt abgespalten und erhielt den Namen Derryfield, diese Stadt ist heute ein Teil von Manchester. Bei der ersten Volkszählung in den Vereinigten Staaten im Jahr 1790 hatte Londonderry 2622 Einwohner. Am 2. Juli 1827 wurde Londonderry erneut verkleinert, aus dem östlichen Teil der Stadt entstand die neue Stadt Derry. Dadurch wurde die Einwohnerzahl Londonderrys mehr als halbiert. Die letzte Änderung im Stadtgebiet erfolgte am 27. Juni 1857, als der Grenzverlauf mit der Nachbarstadt Hudson geändert wurde.

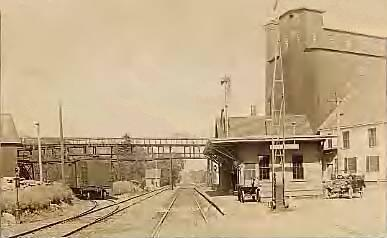
Bahnhof von Londonderry (1914)

Im November 1849 wurde die Bahnstrecke der Manchester and Lawrence Railroad durch Londonderry fertig gestellt. Zwischen 1907 und 1926 verkehrte in der Stadt eine Straßenbahn.

## Demografie

### Bevölkerungshochrechnung 2019
Im Jahr 2019 wurde die Einwohnerzahl von Londonderry mit 26.489 angegeben, davon waren 50,54 Prozent Männer und 49,46 Prozent Frauen. 25,36 Prozent der Einwohner waren jünger als 18 Jahre, 6,63 Prozent zwischen 18 und 24, 28,11 Prozent zwischen 25 und 44, 24,11 Prozent zwischen 45 und 64 und 15,79 Prozent der Einwohner waren älter als 65 Jahre. Das Medianalter lag bei 38,7 Jahren.
Die Einwohner verteilten sich auf 9247 Haushalte und 6989 Familien. In 66,81 Prozent aller Haushalte lebten verheiratete Paare, 7,25 Prozent waren Familienhaushalte alleinstehender Frauen, 1,51 Prozent Familienhaushalte alleinstehender Männer und 24,42 Prozent der Haushalte waren keine Familien. 68,57 Prozent aller Haushalte hatten Kinder unter 18 Jahren, die bei ihnen lebten, und in 37,67 Prozent der Haushalte lebten Personen über 60 Jahre.

### United States Census 2010
Beim United States Census 2010 hatte Londonderry 24.129 Einwohner, die sich auf 8438 Haushalte und 6678 Familien verteilten. Die Bevölkerungsdichte lag bei 221,9 Einwohnern je Quadratkilometer. Von den Einwohnern waren 95,8 Prozent Weiße, 1,7 Prozent Asiaten, 0,7 Prozent Afroamerikaner, 0,1 Prozent amerikanische Ureinwohner und 0,03 Prozent Pazifische Insulaner. Die übrigen Einwohner gaben eine andere oder mehrere Abstammungen an. Von der Gesamtbevölkerung waren 2,1 Prozent Hispanics oder Latinos. Altersmäßig verteilten sich die Einwohner auf 26,9 Prozent Minderjährige, 7,1 Prozent zwischen 18 und 24, 23,6 Prozent zwischen 25 und 44, 33,6 Prozent zwischen 45 und 64 und 8,7 Prozent waren mindestens 65 Jahre alt. Das Medianalter lag bei 39,6 Jahren.
Von den 8438 Haushalten hatten 41,7 Prozent Kinder unter 18 Jahren, die bei ihnen lebten. 65,9 Prozent waren verheiratete Paare, 9,2 Prozent waren Familienhaushalte alleinstehender Frauen, 4,0 Prozent waren Familienhaushalte alleinstehender Männer und 20,9 Prozent waren keine Familien. 15,8 Prozent der Haushalte waren Einzelhaushalte.

## Persönlichkeiten

### Söhne der Stadt
- John Stark (1728–1822), General im Amerikanischen Unabhängigkeitskrieg
- Samuel Taggart (1754–1825), Politiker
- James Wilson (1763–1855), Farmer und Globenhersteller
- John Bell (1765–1836), Politiker, Gouverneur von New Hampshire
- Arthur Livermore (1766–1853), Politiker
- Silas Betton (1768–1822), Politiker
- Samuel Bell (1770–1850), Politiker, Gouverneur von New Hampshire
- William M. Oliver (1792–1863), Rechtsanwalt und Politiker
- William Patterson (1789–1838), Politiker
- George Washington Patterson (1799–1879), Politiker, Vizegouverneur von New York
- John Fisher (1806–1882), Politiker
- Aaron Fletcher Stevens (1819–1887), Politiker
- Peter Patterson (1825–1904), kanadischer Politiker

### Personen mit Bezug zur Stadt
- Matthew Thornton (1714–1803), irischer Arzt und Politiker, Gründervater der Vereinigten Staaten, lebte in Londonderry
- Samuel Livermore (1732–1803), Politiker, lebte in Londonderry